# تابولاريوم

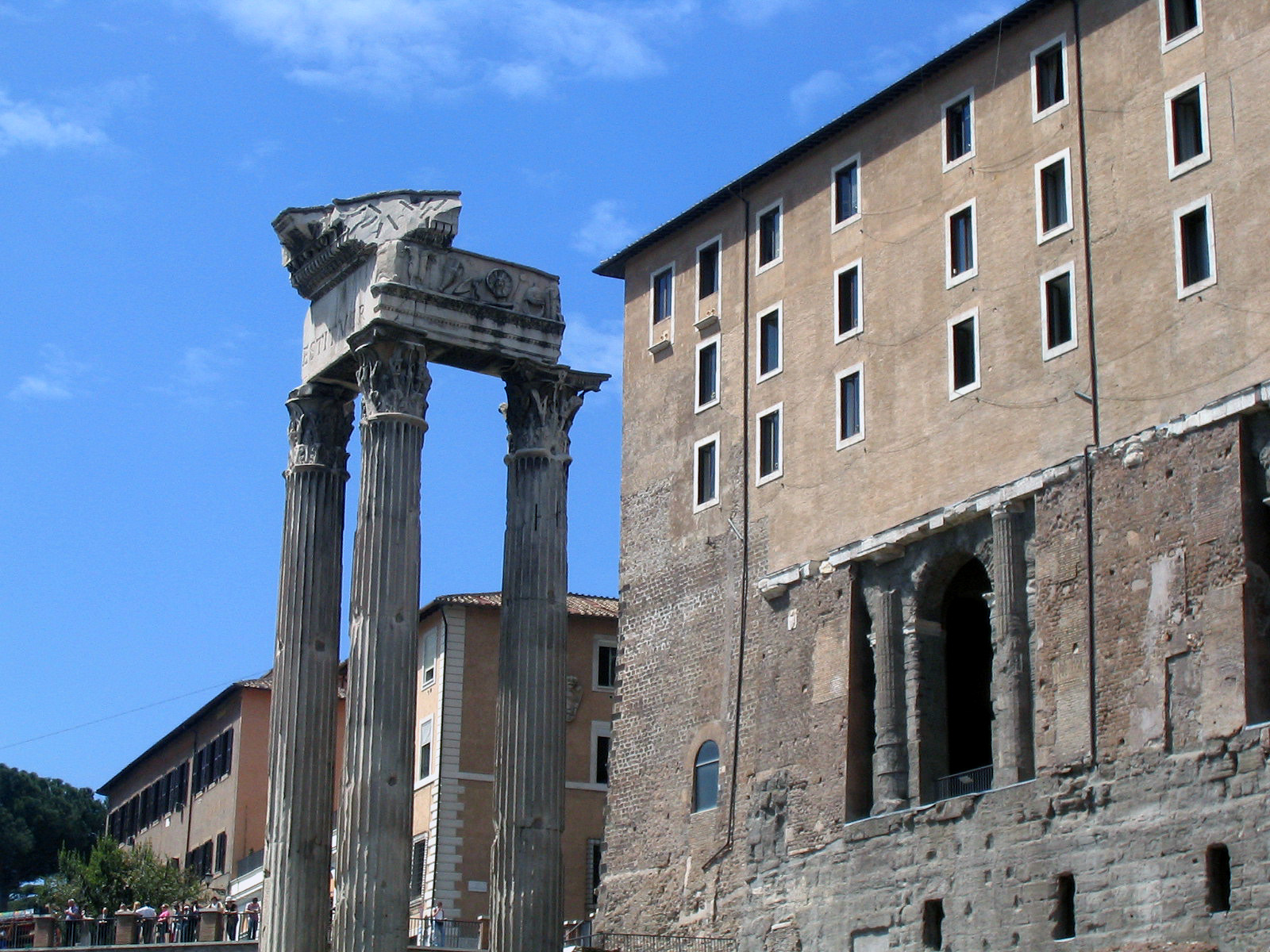
التابولاريوم موجود في الجهة اليمنى، وفوقه قصر السينات (مجلس الشيوخ) في العصور الوسطى

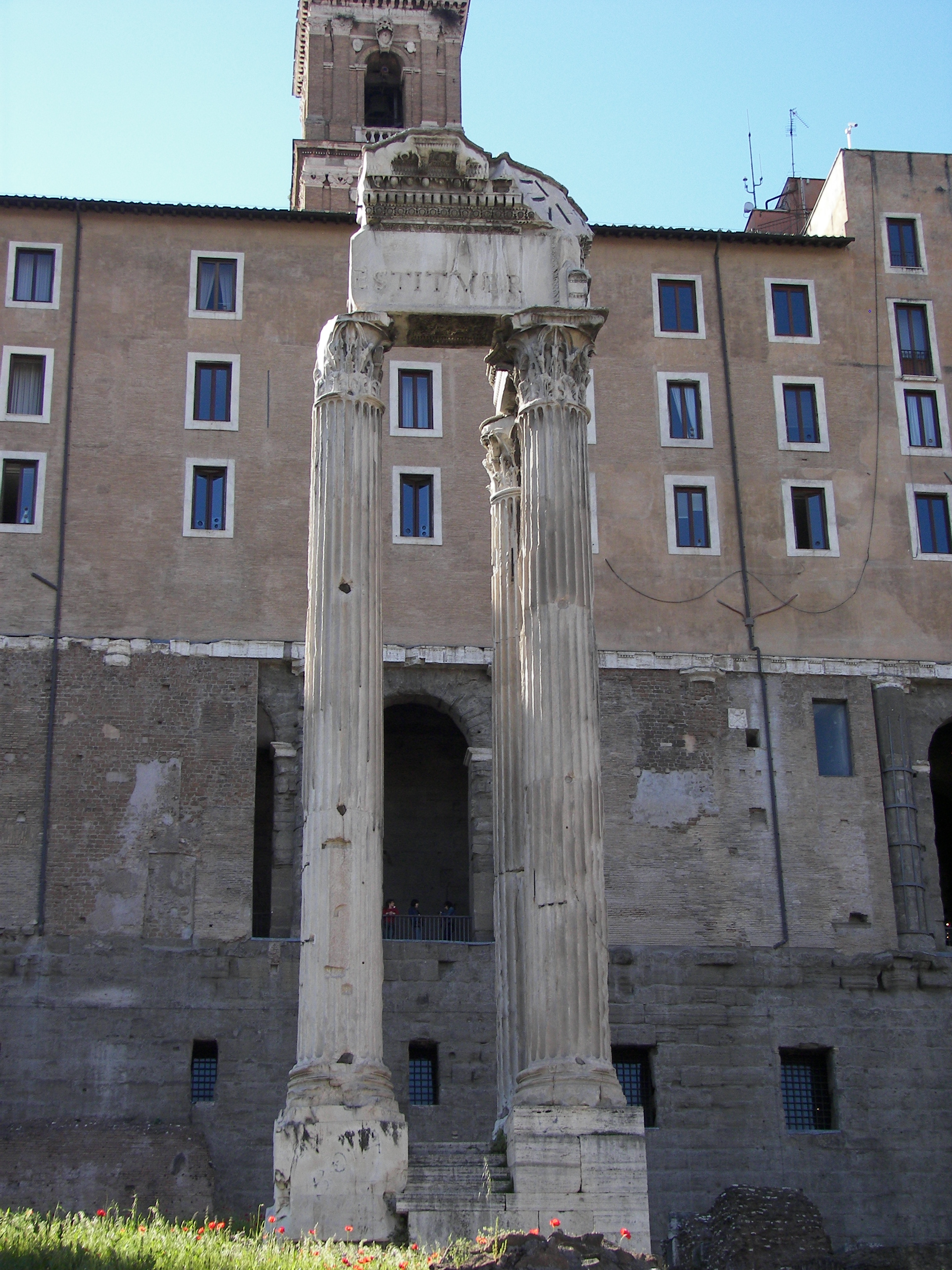

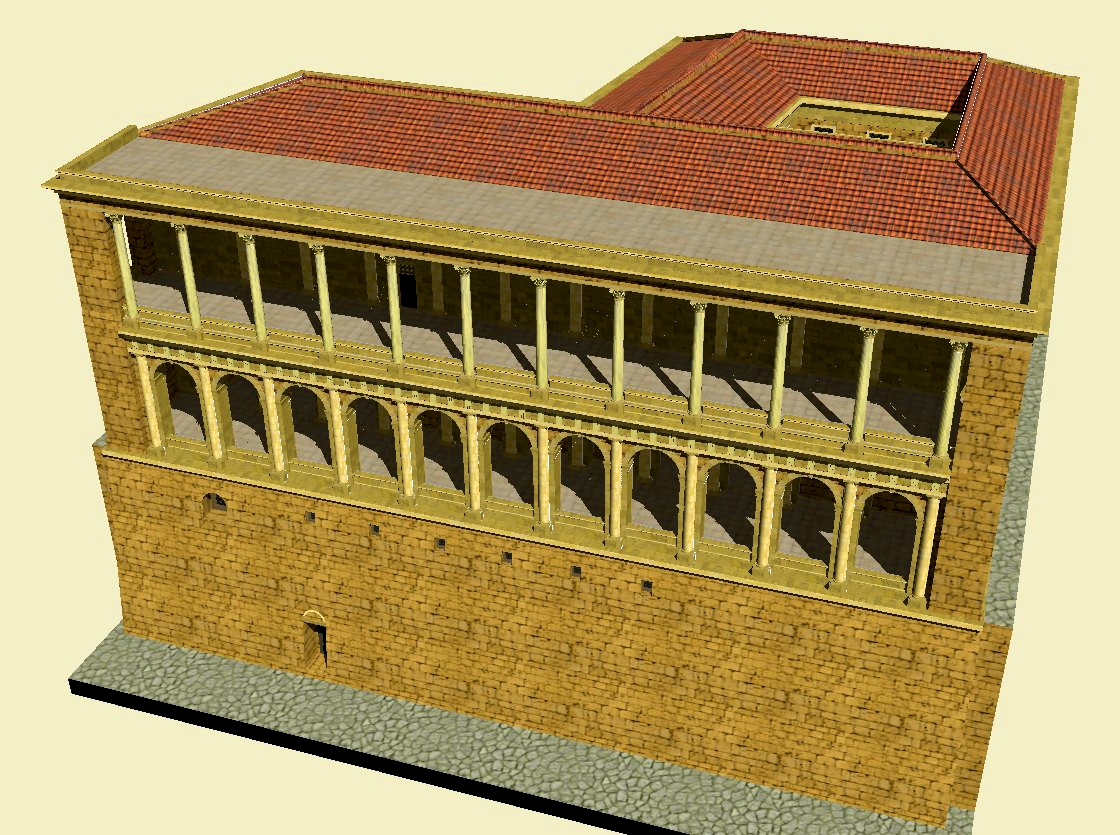

التابولاريوم هو مبنى قديم، يقع على هضبة كابيتولين في روما. يتواجد التابولاريوم على المنحدر الامامي لهضبة الكابيتولين بأسفل معبد يوبيتور اوبتيموس ماكسيموس، جنوب شرق الاركس وصخرة التاربيان (تاربيان روك، Tarpeian Rock). هنالك ادعاءات ان التابولاريوم كان المكتب الرسمي للوثائق في روما القديمة، حيث تقع المكاتب الحكومية للمدينة والإمبراطورية. حتى الآن لم يتم تأكيد الامر بشكل قاطع.

## خلفية تاريخية

### احداث تاريخية

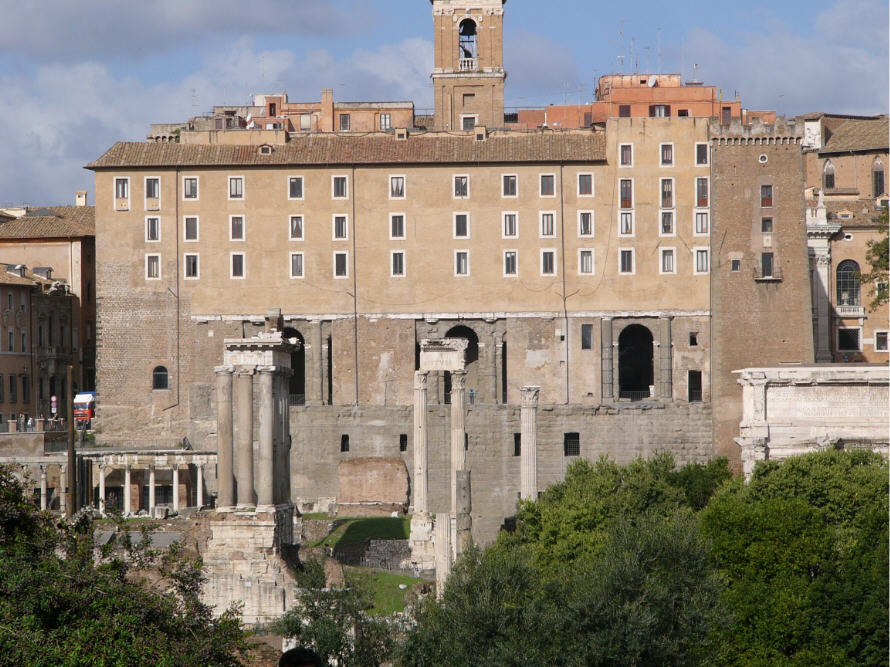

تم بناء التابولاريوم كجزء من مشروع ترميم هضبة الكابيتولين، نتيجة لمخطط الهندسي الذي قام به لوسيوس كوتيليوس سولا. وفقا لمخطوطة وجدت في تلك المنطقة، فان انتهاء بناء التابولاريوم وافتتاحه تم في سنة 78 قبل الميلاد من قبل القنصل كوينتوس لوتيوس كاتوليوس.
| سنة           | احداث تاريخية |
| ------------- | --- |
| 78 ق.م        | افتتاح المبنى من قبل القنصل كوينتوس لوتاتيوس كاتولوس.                                                                                             |
| 81 م إلى 85 م | اغلق المدخل من الفوروم إلى التابولاريوم كنتيجة لبناء معبد فسبازيانوس الالهي.                                                                      |
| 1143          | استخدم المبنى كمقر لمجلس الشيوخ الروماني. |
| 1299          | تم ترميم المبنى. |
| 1560 حتى 1605 | أعاد مايكل أنجلو تصميم واجهة المبنى كجزء من الترميم المخطط له في ساحة كامبيدوجوليو. تم تنفيذ التصميم من قبل جياكومو ديلا فورتي وجيرولامو رينالدي. |
| 1993 حتى 1999 | تعريف المبنى كتابولاريوم. |

### تغييرات في المبنى على مر التاريخ

#### فترة الإمبراطورية
في اواخر القرن الأول ميلادي، حوالي 150 عامًا من بناء التابولاريوم، خضع المبنى لعدة ترميمات. خلال المواجهة بين قوى فيتليوس وانصار السلالة الفلافية (68-69 م)، قام الأخيرون بتحصين أنفسهم في معبد جوبيتير في الكابيتول. في تلك الاثناء قام رجال فيتليوس باشعال النار في المجمع، مما ادى لدمار كبير للتابولاريوم. مع تولي فسبازيانوس السلطة، قام بترميم المكان وأجرى به تغييرات معمارية. هذا العمل شمل أيضا التابولاريوم، بحيث ان الطابق الثاني لم يعد صالح للاستعمال حيث وضع به أنابيب مياه كبيرة.

#### بعد الفترة القديمة
خلال عصر النهضة، قام مايكل أنجلو بتغيير ثلاثة أروقة المعمد التي تعود إلى العصور الوسطى، أروقة المعمد هذه اعطوا للواجهة الغربية لقصر سانتوريني المظهر الكلاسيكي. الجبهة الشرقية، الموجودة أمام المنتدى الروماني الدامجة لبقايا التابوليوم، بقيت غير منتظمة.
بلوحة رسمت سنة 1536 من قبل مارتن فان هيمارسك، يمكن رؤية برجين من العصور الوسطى بالإضافة لسقوف الجناحين الرئيسيين. التابولاريوم ما زال صامدا على بقاياه الرومانية، لكن خرسانة العصور الوسطى قامت بتغطية سطوحه. أمام المبنى تكونت كتلة كبيرة من الخرسانة والتي ادت لتغطية الطابقين السفليين، ومن الجانب الأيمن من جبهة التابولاريوم تم بناء قوس ضخم مع المنتدى الروماني.
في منتصف القرن التاسع عشر، تمت إزالة الغطاء الموجود أمام المبنى بالإضافة لهدم الغرف الداخلية في جميع الطوابق، كما تم فتح أحد الأقواس الموجود في القاعة في الطابق الثالث. في عام 1940، تم فتح قوسين آخرين، وتمت إزالة بعض الجدران البيضاء التي دعمت الأقواس الداخلية وفصلت أروقة المعمد إلى أقسام. من الجهة الشرقيه لمعبد فيوفيس (Veiovis)يوجد اعمدة يبلغ طولها 4 أمتار زينت سطوح المعبد، حافظت على المدخل للتابولاريوم وسمحت بالوصول إلى إحدى سوالمه الرئيسية. المنحدر السفلي للمعبد يقود إلى المنتدى، والمنحدر الاعلى يقود إلى الطابق الرابع فوق أروقة المعمد.

## وصف المبنى
تم بناء التابولاريوم من أحجار الطفة المحلية وحجارة الترافرتين، الطوابق السفلية للمبنى بنيت من الخرسانة. شملت واجهة المبنى المكونة من ثلاثة طوابق، على غرار الكولوسيوم، تصميمًا مختلفًا لكل طابق. ما يميز الطابق الأول هو تواجد أبواب، نوافذ صغيرة وجدران غير منسقة. الطابقان العلويان، اللذان يمكن رؤيتهما من مسافة بعيدة (الطابق الأول مخبأ بهياكل مجاورة في المنتدى)، تم تزيينهم على ما يبدو بلوحات علقت على جدرانهم، هذه اللوحات لم تعد موجودة. تم تزيين الطابق الثاني بأعمدة ذات نظام دوري، وتم تزيين الطابق الثالث (الذي لم يصمد) بأعمدة ذات نظام كورنثي. هذا المبنى، الذي أنشأ قبل بناء الكولوسيوم، كان له تأثير على كيفية بنائه.

### الطوابق السفلية
الشكل الخارجي للمبنى هو شبه منحرف تقريبا، يخفي المنطقة القديمة، وعندما كان كاملا، اخفى انخفاض المبنى من المنتدى. الغرفة الأدنى في المنتدى مغلقة تمامًا، واجهة المبنى تحدها هضبة الكابتولين، وفقط الباب الذي يؤدي إلى مدرجات معبد فيوفيس كان قيد الاستخدام. على الرغم من أن الجدار كان محاطًا بمبنى معبد فيسبازيان في نهاية القرن الأول ميلادي، فقد يكون قد ترك المكان مفتوحًا بشكل دائم لتسهيل الوصول إلى معبد فيوفيس وللجزء العلوي من الكابيتولين. مباشرة من المنتدى إلى معبد فيوفيس، هذه المدرجات تجاوزت الغرف في الطابق الثاني التي تصل إلى ممر شمالي ضيق، وللوصول لهذه الغرف يجب المرور عبر ممر غربي ضيق، عرض الجدران بين الغرف كعرض الغرف نفسها تقريبًا، مما يشير إلى أن المهندس المعماري أراد دعم وزن كبير، لكل غرفة يوجد نافذة مستطيلة ضيقة تطل على المنتدى، ولكن الخطط المحدودة والأبعاد الصغيرة لهذه المساحات تشير إلى أنها كانت تستخدم دائمًا كمخازن. في الإمبراطورية القديمة، كما رأينا، كانت هذه المساحة مهجورة، وكان الممر يستخدم لنقل أنبوب يمد المبنى بالمياة.

### جدران
الطابق السفلي لواجهة التابولاريوم بقي سالما إلى حد كبير، بالإضافة إلى طريقة بنائه المثيرة للإعجاب. جدرانه ثقيلة، كتل كبيرة من الطفة ذات اللون الرمادي الفاتح وضعت على طبقات رقيقة من مواد البناء. الجدران الداخلية تتكون من كمية أقل من الطفة، العقد القنطرية الداخلية للجدران السفلية مصنوعة من الخرسان. يمكن رؤية معظم الجدران المذكورة.

### الطابق الثالث
الطابق الثالث، الجزء الأكثر إثارة للإعجاب والأكثر وضوحا من المبنى، عبارة عن مساحة تصل بين جناح ضيق لهضبة الكابيتولين ("Clivus Capitolinus ,"Via del Campidoglio العصرية) جنوبا مع غرادوس مونيتاي ("Via Pietro in Carcere" العصرية) شمالا. اليوم، تم تشييد أرضية المبنى ببلاط ترافيرتين مستطيل الشكل، والتي شيدت سابقا بحجارة البازلت المستخدمة عادةً لرصف الشوارع. الممر المقنطر، الذي يبلغ عرضه 5 أمتار وارتفاعه 10 أمتار، كان في الأصل عبارة عن مداخل كبيرة مقوسة في كل طرف. بالإضافة إلى ذلك، هناك خمسة غرف مجاورة كانت مخصصة على ما يبدو للمتاجر. من بين الأقواس التي كانت موجودة، بقي اثنان فقط.

### الطابق الرابع
على ما يبدو كان يتواجد طابق مبني فوق أروقة المعمد: من الواضح أن الجدران السميكة كانت تهدف إلى دعم طابق واحد على الأقل فوق أروقة المعمد. المدرجات من الباب الخارجي بالقرب من معبد فيوفيس تصل إلى الطابق العلوي هذا، والمداخن في المبنى القديم التي كشفت خلال أعمال القرن التاسع عشر فوق أروقة المعمد وبالإضافة لوجود شظايا حجارة الترافرتين من الاعمدة الكورنثية، كل هذا يشير إلى وجود طابق رابع للتابولاريوم.

## وظيفة المبنى
بسبب تعقيدات المبنى يصعب تحديد الغرض الذي لاجله تم بناء التابولاريوم. رغم ذلك، فان وحدة وتميز بنيته يدلان على أنه من البناء الأولي للتابولاريوم كان هناك هدف محدد لاستخدامه. تم بحث الهندسة المعمارية للمبنى بشكل جيد، ويرجع ذلك في الاساس إلى وظيفة البحث التي قام بها ريتشارد ديلبريك «المباني الهلنستية في الاتيوم (1907)»، والتي لا يوجد بديل لها حتى بعد مائة عام من نشرها، والتي بموجبها عرف المبنى على أنه تابولاريوم وأرشيف.
خصائص ومميزات الهندسة المعمارية للمبنى تشير إلى أنه استخدم كأرشيف. ممرات ومدرجات مغلقة تربط المبنى بالمكاتب العامة للجمهورية الرومانية، بحيث يمكن نقل الوثائق بأمان من مكان الإنتاج إلى مكان الحفظ. ومع ذلك، فإن هذا النقل من مكان لآخر ليس بعملية بسيطة، بل هو مركز البحث والاستطلاع، في مكان معين ما بين البنية الخارجية والداخليه للأرشيف، يجب أن تتم عملية بحث الوثائق وتوسيعها إلى أدله ومراجع، بعد ذلك يتم حفظ هذه الوثائق في المبنى كدليل على الإجراءات السابقة. نتيجة لذلك، يتطلب تواجد مساحة يتم بها معاينة أمرين، الوثائق والادلة: قوس-ليمز أو عتبة أرشيفية. عتبة الأرشيف هو المكان الذي يقوم به موظف السلطة العامة بمعالجة الوثائق، يصنفها وفقًا لمصدرها ومضمونها، ويربطها مع أولئك الذين ينتمون إلى نفس المجال، بعدها يقوم بنقلهم إلى مساحة داخل عتبة الارشيف حيث يتم بها عملية التحقق من صحة الموجود بالوثائق.
موقع التابولاريوم يكشف لخدمة من تم بناءه، فهو يقع على هضبة الكابتولين كنقطة رائعة لنهاية المنتدى الروماني، موقعه اعلى من موقع مجلس الشيوخ، أقرب إلى المحكمة من أي مبنى آخر، محاط بالأسواق والمعابد. التابولاريوم يحوي أدلة وذكريات الشعب من أجل الشعب، كتذكار أصلي، موثوق، لا يمكن نسيانه.
الفرق الأساسي بين التابولاريوم وأماكن الحفظ في العصور الوسطى، هو أنه في التابولاريوم يشكل الأرشيف المركزي للدولة جزء من الحكومة المركزية. في المقابل، في القرون الوسطى، كان حفظ الوثائق ينتمي لأشخاص ذات مناصب معينة، ذات فوقيه على صانعي الوثائق.
تم العثور على وثيقتين، الأولى لنيكولو سيغوريلي قبل عام 1431، والثانية تم العثور عليها من قبل لويجي كانينا عام 1845، في غرف الطابق الثاني من الجهة الشمالية للتابولاريوم. مضمون الأخيرة يكرر بشكل جزئي فحوى الوثيقة الأولى:
L(ucius) Cornelius L(uci) f(ilius) Vot(uria)
Q(uinti) Catuli co(n)s(ulis) praef(ectus) fabr(um)
censoris architectus}}
الوثيقة تعود إلى كوينتوس لوتيوس كاتولوس، وبها يوجد وصف وتعريف المبنى كتابولاريوم ويظهر اسم المهندس المعماري للتابولاريوم، لوسيوس كورنيليوس من قبيلة فوتاريا.
ومع ذلك، وعلى الرغم من موقعه المميز والشهرة التي حصل عليها المبنى، حيث تم ذكره في جميع كتب التوجيه والأبحاث، فإن وظيفة المبنى لا تزال غير معروفة بشكل قاطع.

## دراسات حديثة
دراسات حديثة أدت لاعادة النظر بتقييم المبنى كتابولاريوم، بالأخص سمحت هذه الدراسات بإزالة عدة ادعاءات سابقة فيما يخص المبنى. هذه الدراسات بحثت من قبل ثلاثة باحثين، نيكولاس بورسيل (1993)، هنري فون هيسبيرغ (1995) وبيير لويجي توتشي (2005)، لكل واحد منهم كانت مساهمة هامة في الجدال على الرغم من أن استنتاجاتهم لم تكن مقنعة بالكامل وفي بعض الحالات غير صحيحة.
بورسيل، الذي اعتمد على نظرية قديمة لتيودور مومسن (1858)، رفض قبول الوصف التقليدي للمبنى كتابولاريوم، وذلك لعدم احتوائه على سمات معمارية عادة ما تميز الأرشيف. في الواقع، أشار هنري جوردان إلى أنه في روما، على عكس مدن أخرى في إيطاليا القديمة، لم يكن هناك تابولاريوم واحد فقط، وكل واحد منهم كان مرتبط بمكتب إدارة مختلف.
نقطة مهمة أخرى يمكن ايجادها في مقال فون هيسبرغ، الذي قام ببحث مجموعة من الأعمال المعمارية التي لا تزال محفوظة في مكان اكتشافها في أوائل القرن التاسع عشر. تتألف هذه الأعمال من أعمدة مصنوعة من فقرات، القناطر الكورنتية وأرشيف، وكلها مصنوعة من حجر الترافرتين، وتنسب عادة إلى الطابق الثاني من التابولاريوم. تشير هذه العوالم إلى أن المبنى ليس بالضرورة تابولاريوم. وقد نسبها فون هسبرغ إلى مرحلتين لمعبد كبير، جمهورية متأخرة وأخرى فلافي متأخر. الأخير يعود بلا شك إلى الترميم الدوميتياني بعد الحريق عام 80م.
بالمقابل، فإن توتشي، الذي بدأ من نفس منظور بورسيل (التابولاريوم ليس تابولاريوم)، أعاد النظر في أساسات الهندسة المعمارية التي بحثها فون هسبرغ وأكد على تبعية المعبد إلى الفترة الجمهورية. مع ذلك، شدد على نقاط الضعف في أبحاث فون هسبرغ. من ناحية، يثبت أن التابولاريوم هو سرداب (substructio) المعبد المقترح، الذي يعود تاريخ بنائه إلى 78 ق.م. من ناحية أخرى، فرضية توتشي أن هذا المعبد هو معبد يونو مونيتا، الذي تم نقله واعادة ترميمه بعد حرق الكبتولين سنة 83 قبل الميلاد، غير صحيحة. لا يمكن نفسير تغيير موقع المعبد، الذي حدد بمفهوم معين كحصن، على أساس الأدلة القائمة. وذلك لأن البقايا التي لا تزال واضحة على الحصن تشمل مباني تابعة لفترة الإمبراطورية.
بالنسبة للطابق الرابع، هل هو بالفعل الطابق العلوي للتابولاريوم؟ هل كان هذا هو المكان الذي فيه وضع فسبازيان «ألواح البرونزة الثلاثة آلاف»، والتي تحتوي على أوامر مجلس الشيوخ والقوانين الفلافية بشأن المعاهدات والمنح الفردية للحقوق الشخصية؟
بعض الباحثين شككوا في هذا التعريف. ادعى تيودور مومسن، المؤرخ الأكثر شهرة في روما القديمة في القرن التاسع عشر، أن الحكومة الرومانية لا تحتاج إلى مستودع ضخم «لوثائقها»، فأي مكان، مهما كان صغيرا، يمكن استخدامه كتابولاريوم. علاوة على ذلك، النقش الشهير الذي عثر عليه كانينا لم يكن أصلي على ما يبدو. تجاهل معظم معاصري مومسن هذه الاقتراحات، لكن بورسيل بحث بهم مؤخرا، ووصف التابولاريم «كأتريوم ليبرتيس»، أتريوم الحرية، مبنى جمهوري معروف.
في وقت لاحق، اقترح توتشي أن المساحتين المركزيتين في أساسات التابولاريوم تشير إلى أن الطابقين الحاليين للمبنى هما فقط أساسات لمعبد جونو مونتي الذي في الماضي كان يجب أن يكون فوق الحصن تحت كنيسة سانتا ماريا.

## تصنيفات
- {{{تصنيف بوابة}}
- {{{شجرة تصنيف بوابة}}

## رأس
- {{{رأس1}}
- {{{رأس2}}
- {{{رأس3}}
- {{{رأس4}}
- {{{رأس5}}
- {{{رأس6}}
- {{{رأس7}}
- {{{رأس8}}
- {{{رأس9}}
- {{{رأس10}}
- {{{رأس11}}
- {{{رأس12}}
- {{{رأس13}}

## عناوين
العناوين هي قسم العنوان ويشمل الأيقونة ونص العنوان ولون الخلفية أو الخامة. ويمكن أن يركب على قالب برواز فينتج إطار.
- {{{عنوان1}}
- {{{عنوان2}}
- {{{عنوان3}}
- {{{عنوان4}}
- {{{عنوان5}}
- {{{عنوان6}}
- {{{عنوان7}}
- {{{عنوان8}}
- {{{عنوان9}}
- {{{عنوان10}}
- {{{عنوان11}}
- {{{عنوان12}}
- {{{عنوان13}}
- {{{عنوان14}}
- {{{عنوان15}}
- {{{عنوان16}}
- {{{عنوان17}}
- {{{عنوان18}}
- {{{عنوان19}}
- {{{عنوان20}}
- {{{عنوان21}}
- {{{عنوان22}}
- {{{عنوان23}}
- {{{عنوان24}}
- {{{عنوان25}}
- {{{عنوان26}}
- {{{عنوان27}}
- {{{عنوان28}}
- {{{عنوان29}}
- {{{عنوان30}}
- {{{عنوان31}}
- {{{عنوان32}}
- {{{عنوان33}}
- {{{عنوان34}}
- {{{عنوان35}}
- {{{عنوان36}}
- {{{عنوان37}}
- {{{عنوان بتدرج لوني}}

## براويز
هو بإختصار قالب إطار لكن بدون خانة العنوان. وقد تم إيجاده لتسهيل إيجاد تصميمات جديدة عبر تركيب خانات عناوين مختلفة عليه بدلا من وجود قالب إطار ثابت العنوان.
- {{{برواز1}}
- {{{برواز2}}
- {{{برواز3}}
- {{{برواز4}}
- {{{برواز5}}
- {{{برواز6}}
- {{{برواز7}}
- {{{برواز8}}
- {{{برواز9}}
- {{{برواز10}}

## إطارات
هي الوحدة الأساسية في بناء البوابات. وتكون عبارة عن مربع يتم تضمين المحتوى من نص أو صورة أو غيرهما في داخله. يحتوي هذا المربع على حدود وخانة للعنوان ومن الممكن أن يحتوي على أيقونة وخصائص أخرى مثل تغيير لون النص أو المحتوى وغيرهما.
- {{إطار1}}
- {{إطار2}}
- {{إطار3}}
- {{إطار4}}
- {{إطار5}}
- {{إطار6}}
- {{إطار7}}
- {{إطار8}}
- {{إطار9}}
- {{إطار10}}
- {{إطار12}}
- {{إطار13}}
- {{إطار14}}
- {{إطار15}}
- {{إطار16}}
- {{إطار17}}
- {{إطار18}}
- {{إطار19}}
- {{إطار20}}
- {{إطار21}}
- {{إطار22}}
- {{إطار23}}
- {{إطار24}}
- {{إطار25}}
- {{إطار26}}
- {{إطار27}}
- {{إطار28}}
- {{إطار29}}
- {{إطار30}}
- {{إطار31}}
- {{إطار32}}
- {{إطار33}}
- {{إطار34}}
- {{إطار35}}
- {{إطار36}}
- {{إطار37}}
- {{إطار ثلاثي الأبعاد}}
- {{إطار بتدرج لوني}}
- {{إطار مفتوح}}

## مواضيع متعلقة
هي القوالب الخاصة بعمل قسم مواضيع متعلقة أو مواضيع في البوابة.
- {{{مواضيع متعلقة1}}
- {{{مواضيع متعلقة2}}
- {{{مواضيع متعلقة3}}
- {{{مواضيع متعلقة4}}
- {{{مواضيع متعلقة5}}
- {{{مواضيع متعلقة6}}

## ويكيميديا
ويكيميديا أو المشاريع الشقيقة هي مجموعة القوالب الخاصة بربط صفحات متعلقة بالبوابات في المشاريع الشقيقة بالبوابة نفسها.
- {{{ويكيميديا}}
- {{{ويكيميديا2}}